# Ranunculus macrophyllus
Los clavelitos de sierra o Ranunculus macrophyllus es una planta  de la familia de las ranunculáceas.

## Descripción
Hierba vivaz, mediana, peluda y bastante robusta. Hojas principalmente basales, con contorno de pentagonal a acorazonado y con 3-5 divisiones anchas y dentadas; hojas superiores trilobuladas. Las hojas caulinares medias y superiores 3-partidas con segmentos oblongo lanceolados, entero dentados o lobulados; las últimas a menudo bracteiformes. Flores amarillas y de 25-30 mm; sépalos al principio extendidos y luego reflejos. Aquenios con un pico robusto, usualmente peludos.

## Distribución y hábitat
Oeste del Mediterráneo desde Portugal (Algarve), y España (Andalucía, Baleares) hasta Sicilia;  ausente de Italia peninsular. También en el norte de África. Habita en lugares rocosos y húmedos. En bordes de arroyos, depresiones húmedas, cunetas y márgenes de cultivo, bosques húmedos en regiones de clima cálido.

## Taxonomía
Ranunculus macrophyllus fue descrita por René Louiche Desfontaines y publicado en Fl. Atlant. 1: 437 1798.
Citología
Número de cromosomas de Ranunculus macrophyllus (Fam. Ranunculaceae) y táxones infraespecíficos: 
2n=16
Etimología
Ver: Ranunculus
macrophyllus: epíteto latino que significa "con grandes hojas".
Sinonimia
- Ranunculus byzantinus P.H.Davis	[8]